# Іоанн II Добрий
Іоа́нн (Іва́н) II До́брий або Хоробрий (26 квітня 1319, Ле-Ман — 6 квітня 1364, Лондон) — другий король Франції з династії Валуа з 1350 року, успадковував своєму батькові Філіппу VI.

## Біографія

### Юність
Майбутньому королю Іоанну II було дев'ять років, коли його батько зійшов на престол. Його воцаріння було несподіваним і пов'язано з тим, що всі сини (і онук від старшого сина) короля Філіпа IV, старшого брата його діда Карла Валуа, померли, не залишивши спадкоємців чоловічої статі. Новий король повинен був консолідувати свою владу, щоб захистити трон від претендентів, а саме онука Філіпа IV, Едуарда III Англійського. Тому Філіп вирішив одружити свого сина Іоанна відразу після досягнення ним повноліття (за тодішніми законами — 13 років), щоб сформувати сильний династичний союз, щоб таким чином закріпити себе на троні Франції.
Спочатку планувався шлюб з Елеонорою Вудсток, сестрою короля Англії, але замість цього Філіп зробив вибір на користь Бонни Люксембурзької, яка була на три роки старша і вже могла народити спадкоємця, забезпечивши таким чином майбутнє династії. Заключений з батьком Бонни, королем Чехії і графом Люксембурзьким Яном, договір передбачав, що в разі війни Ян поповнить французьку армію 400 піхотинцями, а в обмін отримає підтримку своїх претензій на ломбардську корону. Придане було встановлено в розмірі 120 000 флоринів.

### Весілля
Іоанн досяг повноліття, тобто 13 років, 26 квітня 1332 року. 27 квітня 1332 року він отримав титул  герцога Нормандського, а також графа Анжуйського і Менського. Весілля відбулося 28 липня в церкві Нотр-Дам у Мелені в присутності шести тисяч гостей. Гуляння було продовжено ще на два місяці, тоді ж молодий наречений нарешті був посвячений у лицарі в соборі Нотр-Дам у Парижі. Герцогу Нормандському урочисто гарантували підтримку королі Чехії і Наварри, а також герцоги Бургундії, Лотарингії і Брабанту.

### Герцог Нормандський
Становище Іоанна в Нормандії ускладнювалося тим, що більшість місцевої знаті була тісно пов'язана з Англією. Регіон економічно залежав більше від морської торгівлі через Ла-Манш, ніж від річкової торгівлі на Сені. Герцогство не було англійським вже впродовж 150 років, але багато землевласників мали власність за протокою, і для них прийняття сторони одного або іншого суверена загрожувало конфіскацією. Тому нормандська знать управлялася взаємозалежними кланами, що дозволяло їм отримувати вигоди, які гарантували герцогству автономію. Виділялися два сильних сімейства, Танкарвілі і Аркур, які знаходилися в конфлікті між собою вже протягом кількох поколінь.
Напруженість посилилася в 1341 році. Король наказав, щоб бальї Байо і Котантена покінчили з чварами. Жоффруа д'Аркур збирав війська проти короля, згуртувавши баронів гаслами про протидію королівському втручанню в їх справи. Бунтівники зажадали, щоб Жоффруа був зроблений герцогом, щоб таким чином гарантувати їм автономію. Королівські війська взяли замок Сен-Совер-ле-Вікомт, і Жоффруа був засланий у Брабант. Троє з його прихильників були обезголовлені в Парижі 3 квітня 1344 року.

## Родина
Дружина — Бона Люксембурзька (1315—1349)
Діти:
- Бланка (1336) — померла незабаром після народження.
- Карл (нар. 21 січня 1338 — 16 вересня 1380) — король Франції з 8 квітня 1364 по 16 вересня 1380.
- Катерина (21 січня/осінь 1338) — померла незабаром після народження.
- Людовик (нар. 23 липня 1339 — 20 вересня 1384) — герцог Анжуйський
- Іоанн (нар. 30 листопада 1340 — 15 червня 1416) — герцог Беррійський
- Філіпп (нар. 17 січня 1342 — 27 квітня 1404) — герцог Бургундський
- Іоанна (24 червня 1343 — 3 листопада 1373) — королева-консорт Наварри, дружина Карла ІІ. Мати Карла ІІІ.
- Марія (нар. 18 вересня 1344 — 15 жовтня 1404) — герцогиня-консорт Барська з 1364 по 15 жовтня 1404, дружина герцога Барського Роберта І. Мати герцогів Барських Едуарда III і Людовика І.
- Агнеса (9 грудня 1345 — квітень 1350) — померла в дитинстві.
- Маргарита (нар. 20 вересня 1347 — 25 квітня 1352) — померла в дитинстві.
- Ізабелла (нар. 1 жовтня 1348 — 11 вересня 1372) — графиня Вертю з червня 1360 по 11 вересня 1372. Дружина майбутнього герцога Мілану Джана Галеаццо І.

2 Дружина — Іоанна (1326—1360), графиня Овернська
- Бланка (листопад 1350) — померла незабаром після народження.
- Катерина (поч. 1352) — померла незабаром після народження.
- Син (1354) — помер незабаром після народження.

Коханка — невідома
Діти:
- Іоанн

## Галерея (портрети дітей)

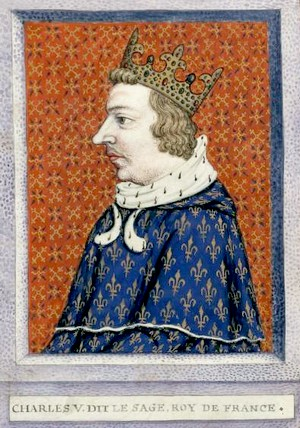
2 Карл
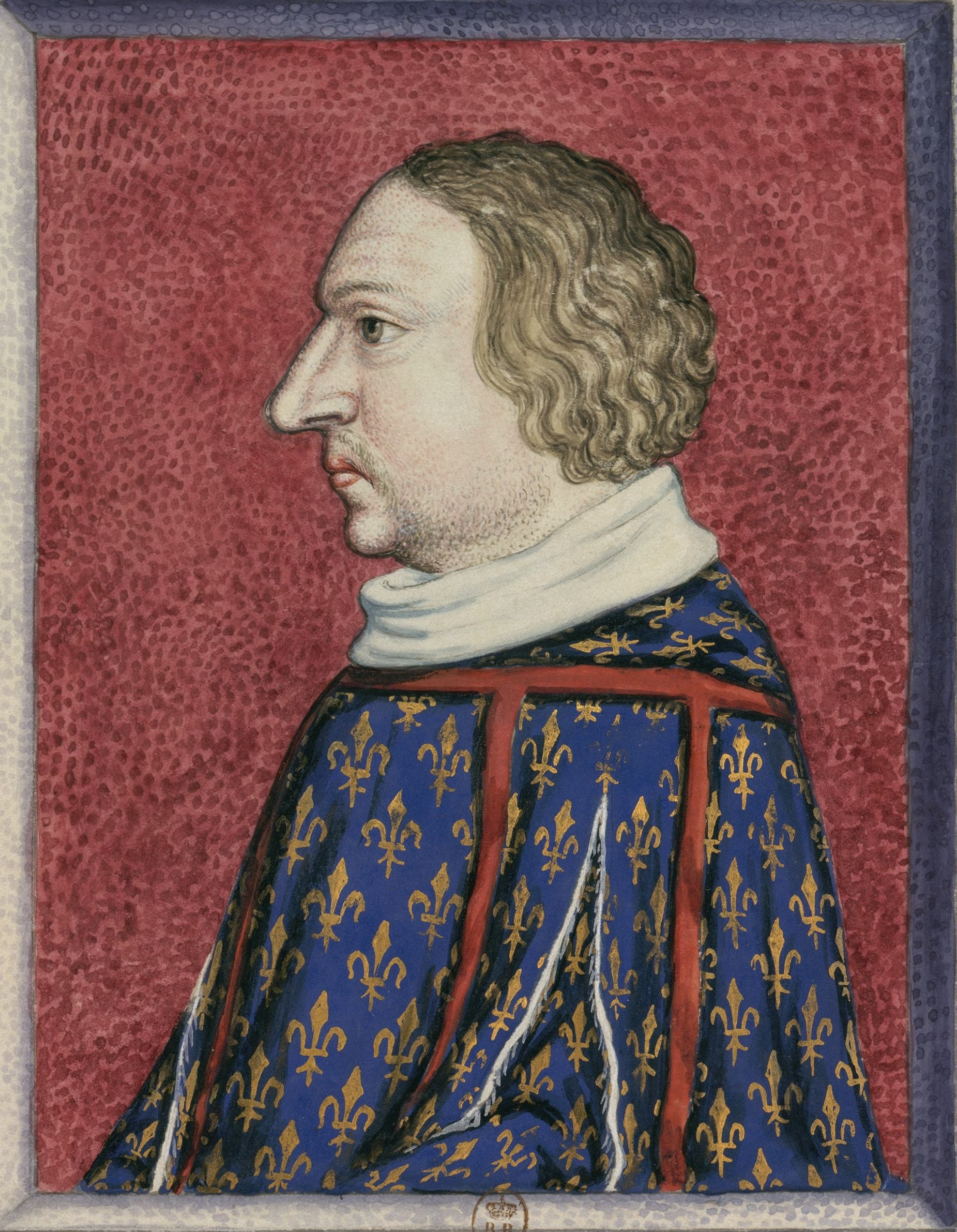
4 Людовик
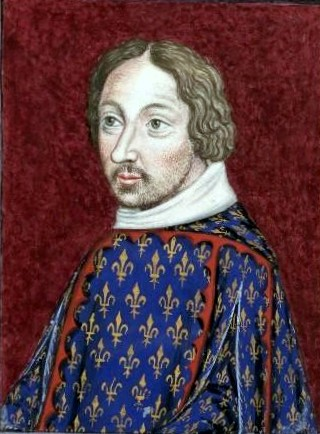
5 Іоанн
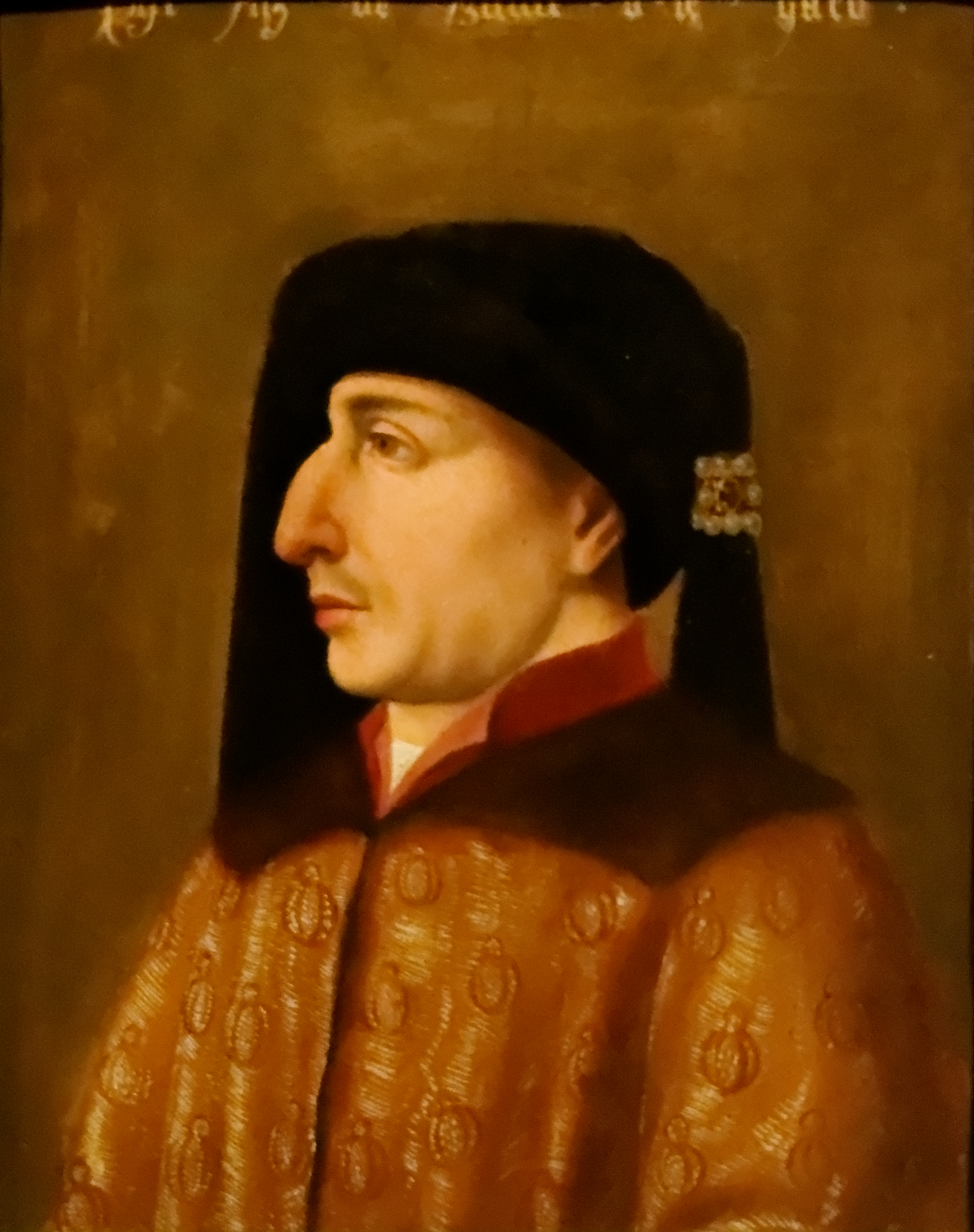
6 Філіпп
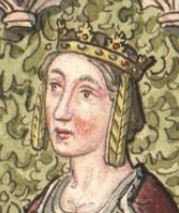
7 Іоанна
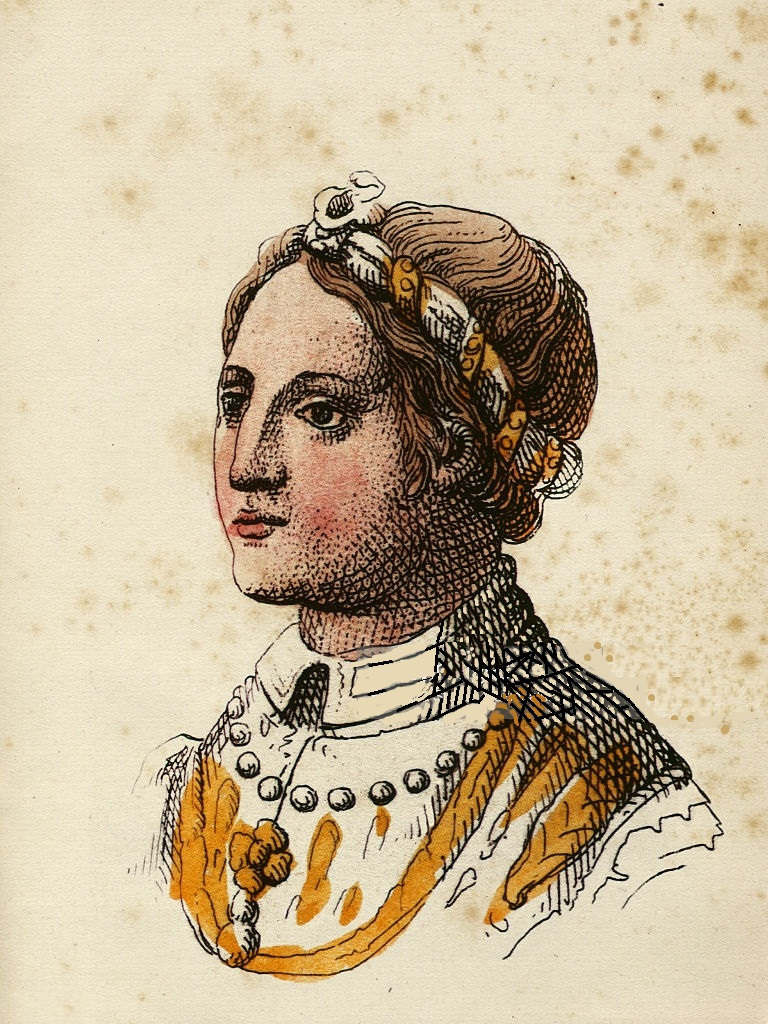
11 Ізабелла